# Martignacco
Martignacco (Martignà in friulano) è un comune italiano di 6 853 abitanti in Friuli-Venezia Giulia.

## Geografia fisica
Il territorio del comune, composto da 10 frazioni/nuclei abitati, è posto nell'alta pianura veneto-friulana ad una distanza di circa 8–10 km ad ovest di Udine con un territorio dalle caratteristiche morfologiche quasi del tutto pianeggianti al confine coi primi rilevi collinari a nord di esso. È attraversato dal torrente Lavia, nascente dalle colline di Moruzzo, che durante il periodo estivo va in secca, mentre invece d'inverno ha una portata d'acqua costante e nella zona sud anche dal canale Ledra, da cui nasce un secondo canale dalle dimensioni minori, chiamato canale Martignacco.
La piazza principale è Piazza Vittorio Veneto, mentre dietro alla latteria si trova un piazzale intitolato ai Martiri delle Foibe.

## Geografia antropica

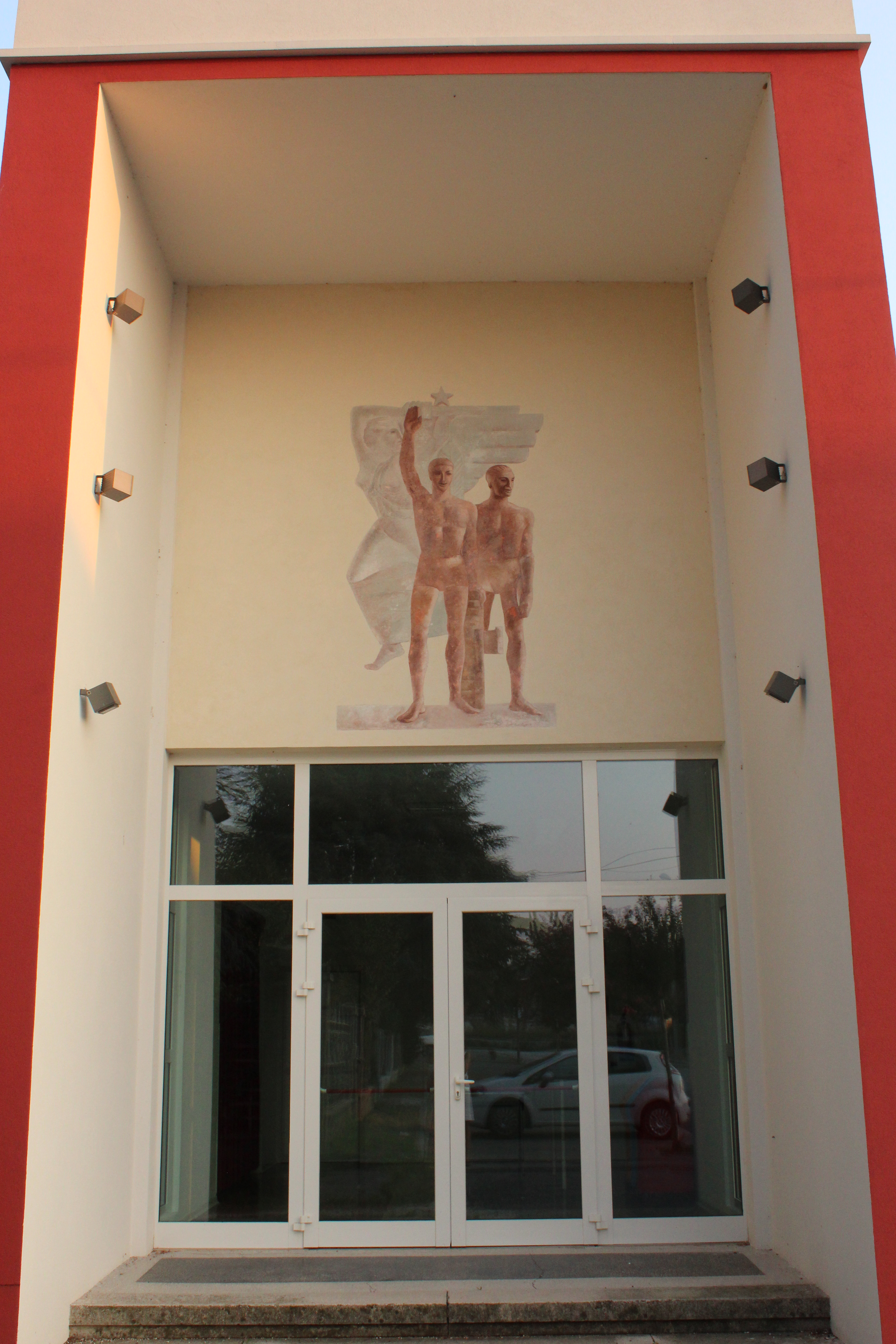
Auditorium "Impero"

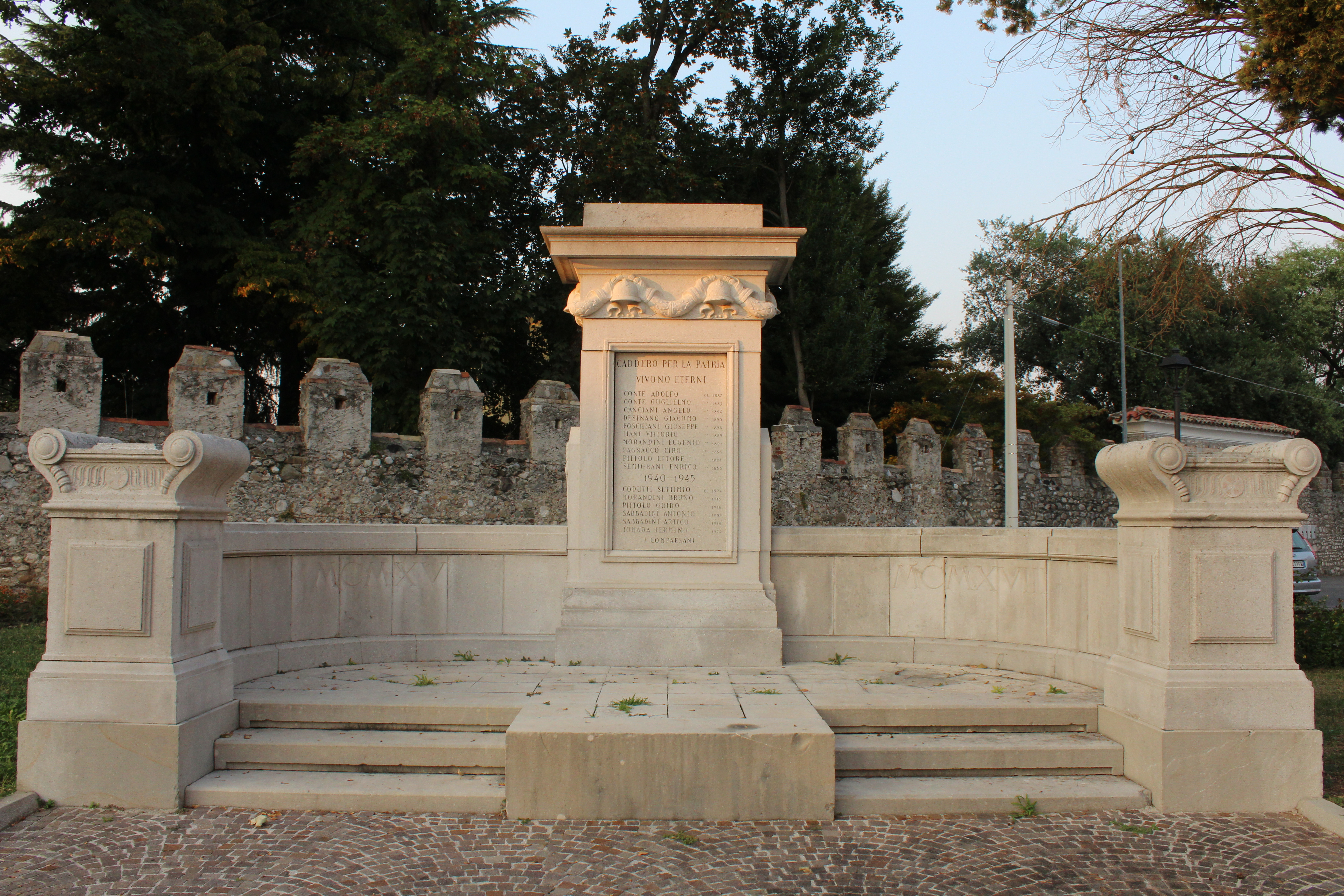
Monumento ai Caduti - Fraz. Torreano

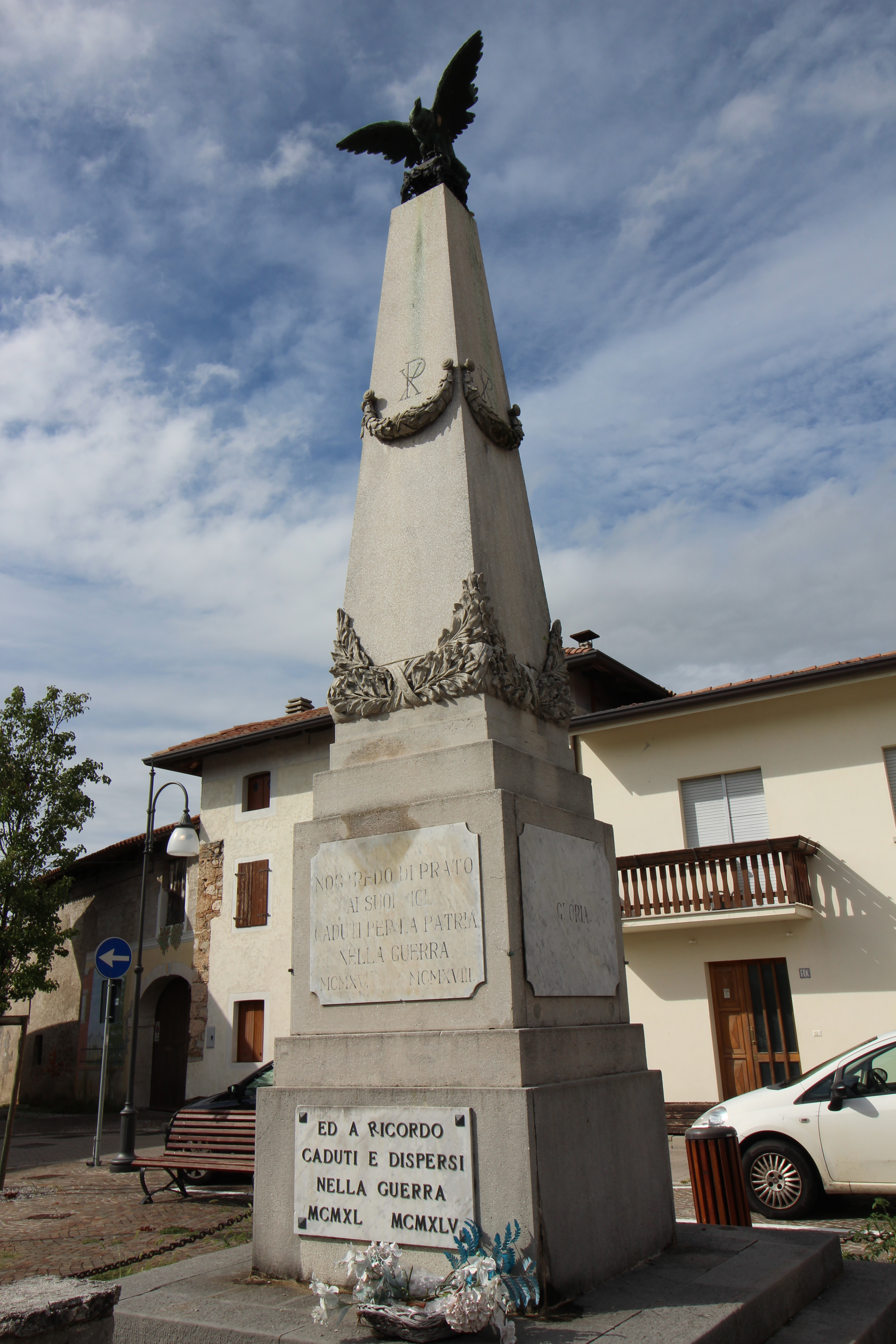
Monumento ai Caduti - Fraz. Nogaredo di Prato

### Frazioni
Nel comune di Martignacco esistono cinque frazioni: 
- Casanova: zona produttiva. Posta a 120 m s.l.m. possiede 218 abitanti In friulano Cjasegnove.
- Ceresetto: la frazione si colloca tra la frazione di Torreano e di Martignacco (friul. Sarsêt).
- Faugnacco (friul. Fognà o Faugnà). Le prime notizie al riguardo, si hanno a partire dal 1229. Un tempo il nome del paese era "villa de Fauniaco". Tra i possidenti terrieri che ebbero interessi locali ricordiamo la famiglia Mels, i Nicolussio, i Del Torso e i Deciani.
- Nogaredo di Prato: è la frazione più a sud del comune. Conta circa 907 abitanti, per un'altitudine di circa 118 m s.l.m. È del tutto pianeggiante ed è attraversata dal torrente Lavia. (friul. Narêt di Prat). Il suo nome deriva dal latino e significa "Prato di Noci".
- Torreano: frazione più a est del comune, confinante con il comune di Udine, di cui inizia la sua periferia (in friulano Torean).

La costruzione di maggior valore storico è Villa Totis, un tempo dimora della famiglia Del Torso. Nome degli abitanti: faugnacchesi.

### Nuclei abitati
- Borgo Verde: località di 21 abitanti, è alto 116 m s.l.m.
- Località Broilis: località posta in un paesaggio collinare conta soli 13 abitanti (frazione meno popolata), con in suo 168 m s.l.m. è il punto più alto dell'intero comune, dista da Martignacco 2,3 km, da Pagnacco 3,3 km, da Moruzzo 3,6 km.
- Località Molin Nuovo: località affiancata dal canale Ledra. è un borgo di soli 18 abitanti (la seconda frazione meno popolosa), posto ad un'altitudine di 131 m s.l.m.
- Mulini Palma: è un'altra località di Martignacco, conta circa 29 abitanti. 122 m s.l.m.
- Telezzae: è una località che compone il comune di Martignacco a nord di esso. Ha una popolazione di 63 abitanti ed è situata a un'altitudine di 188 m s.l.m.

## Storia
Il toponimo Martignacco, comune in provincia di Udine, è di origine prediale e deriva dal nome latino Martinius. La prima volta che Martignacco viene nominata è in un documento del 1048, quando un certo Sabadino di Martignacco lega mediante testamento alla chiesa di S. Margherita un campo in località Rojuz, presso Ceresetto.
A Torreano, nella villa del signor Linussa, si stabilì il re d'Italia Vittorio Emanuele III con la regina Elena e le sue figlie. Villa Linussa cambiò nome, diventando Villa Italia. La villa fu frequentata da diverse personalità, tra le quali il re Nicola I del Montenegro, suocero di Vittorio Emanuele, il principe di Galles  e futuro Edoardo VIII del Regno Unito e Raymond Poincaré, presidente della Repubblica francese.
Il 28 ottobre 1917, al gran numero di profughi che avevano trovato rifugio nella canonica di Martignacco, venne ad aggiungersi l'arcivescovo mons. Rossi con i famigliari, arrivati a piedi da Udine sotto una pioggia torrenziale. Il 29 ottobre, il giorno dopo, gli austriaci arrivarono a Martignacco e vi issarono la loro bandiera. La canonica venne adibita a sede del comando provvisorio.
Nel 1918 le condizioni di vita si aggravarono per via della grande guerra, e a gennaio dello stesso anno vennero requisite le campane. Furono gettate dalla torre campanaria e poi portate via da un camion. Nella chiesa di Martignacco vennero trafugate un cospicuo numero di canne dell'organo, destinate alla fabbricazione di bocche di fuoco.
Il 3 novembre del 1918 alle ore 14:00 il tricolore annunciava alla popolazione festante il ritorno all'Italia. Nel 1920, con il ritorno da Verona delle Sorelle della misericordia, rimaste assenti da Martignacco per l'intera durata del conflitto mondiale, fu riattivato l'asilo infantile, ospitato prima nella canonica e poi trasferito in ambienti più idonei, messi a disposizione dal conte Francesco Deciani.
Nel mese di gennaio 1921 fu costituita la "Campagna dei Luigini" allo scopo di proseguire la formazione religiosa dei fanciulli dopo la prima comunione. Dopo l'inverno 1921-1922, con il ritorno della primavera, riprese vita anche la volontà di proseguire i lavori riguardanti la chiesa. I mezzi a disposizione ammontavano a un fondo cassa che non superava le 8000 lire.
Arrivato il dicembre 1923 venne raccolta l'offerta di granoturco che diede un ottimo risultato, nonostante la grave siccità della passata stagione. Nel maggio del 1924 giunsero a Martignacco le attese colonne della navata centrale, ciascuna del peso di ventotto quintali. Il costo era di 2.000 lire. Il 6 ottobre 1924, alla presenza del re Vittorio Emanuele III, venne solennemente inaugurato il monumento di bronzo al Fante d'Italia. Per la benedizione si occupò il Antonio Anastasio Rossi, arcivescovo di Udine.

## Monumenti e luoghi d'interesse

### Architetture religiose

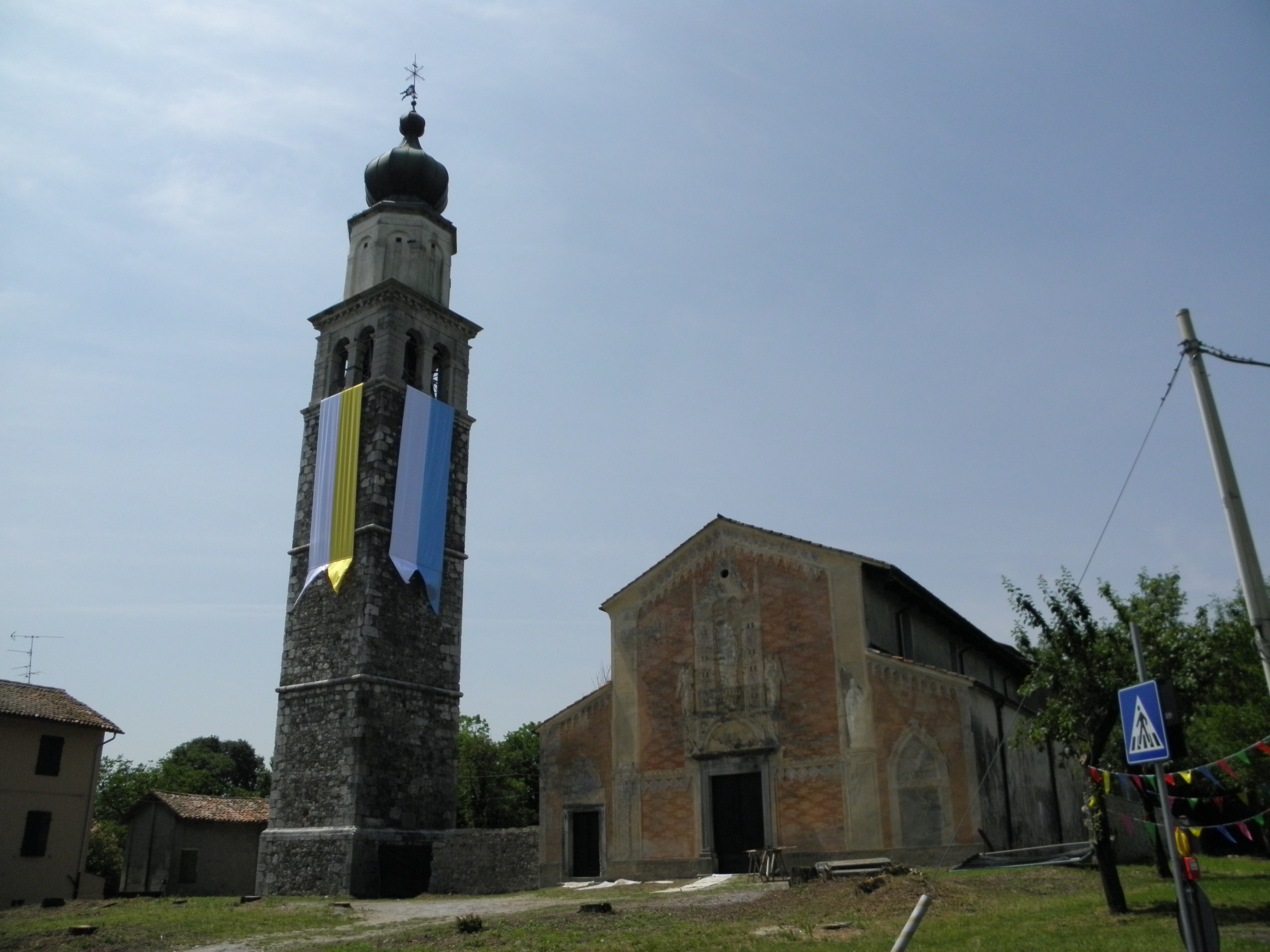
L'antica chiesa, riconsacrata nel settembre 2022, di Santa Maria Maggiore con la facciata dipinta a trompe-l'œil.

- Chiesa di Santa Maria Assunta - l'attuale chiesa parrocchiale, sorta all'inizio del XX secolo.
- Chiesa di Santa Maria Maggiore - la precedente chiesa parrocchiale, riconsacrata nel settembre 2022 dall’arcivescovo di Udine Andrea Bruno Mazzocato, per anni utilizzata come fienile, costruita nel 1504 e caratterizzata dalla facciata dipinta con motivi architettonici a trompe-l'œil.

## Società

### Evoluzione demografica
Abitanti censiti

### Lingue e dialetti
A Martignacco, accanto alla lingua italiana, la popolazione utilizza la lingua friulana. Ai sensi della deliberazione n. 2680 del 3 agosto 2001 della Giunta della Regione autonoma Friuli-Venezia Giulia, il Comune è inserito nell'ambito territoriale di tutela della lingua friulana ai fini della applicazione della legge 482/99, della legge regionale 15/96 e della legge regionale 29/2007.
La lingua friulana che si parla a Martignacco rientra fra le varianti appartenenti al friulano centro-orientale.

### Dati statistici
- N° di famiglie: 2 999 (2013)
- Età media: 44,2 (2013)
- Reddito medio: 15.124 euro (2013)
- Tasso di natività: 8,8 (2013)

## Infrastrutture e trasporti
Martignacco è attraversata dalla strada provinciale 88 ed è interessata dal percorso della Strada statale 464 di Spilimbergo, sulle quali sono svolte autocorse in servizio pubblico a cura delle società SAF e ATAP.
Fra il 1889 e il 1955 a Martignacco e nella frazione Torreano erano presenti stazioni della tranvia Udine-San Daniele, la quale funse da importante volano per l'economia cittadina nella prima parte del Novecento.

## Cultura e associazioni
- Filarmonica Leonardo Linda di Nogaredo di Prato. Fondata nel 1855 da Leonardo Linda, è l'unica banda del Comune di Martignacco. Svolge la sua attività di divulgazione culturale e musicale con l'organizzazione di corsi musicali e di numerosi eventi, tra cui il Concerto dei Perdon, tradizione ininterrotta dalla fondazione della banda.
- Pro Loco "Par Narêt" di Nogaredo di Prato. Fondata nel 2000 opera su tutto il territorio del Comune di Martignacco con particolare attenzione alla frazione di Nogaredo di Prato dove è nata ed ha tuttora la sede. La Pro Loco collabora con il Comune e con tutte le Associazioni del territorio per preservare e riscoprire la tradizione, culturale e non solo, del territorio con l'obiettivo di rientrare nei circuiti turistici Regionali e Nazionali.
- Regione Agraria n° 9-  Pianura di Udine
- Il comune fa parte della Rete Città Sane.
- Il comune è il 17º comune più popoloso della provincia.

Degna di nota è stata, nel campo della letteratura e poesia, la poetessa Elsa Buiese, mentre per quanto riguarda la cultura visiva e la pittura l'artista Gianna Liani ha ottenuto vari riconoscimenti, anche internazionali.

## Sport
La squadra di calcio del comune di Martignacco si chiama Asd Union Martignacco, nata dalla fusione tra l'Ac Martignacco
e l'Union Nogaredo. I colori sociali sono il granata e il blu. Attualmente milita in prima categoria C (Lega Nazionale Dilettanti), ed è detentrice della coppa regione vinta nella stagione 2007-08.
La squadra di pallavolo femminile milita nel campionato di serie A2 femminile con il nome di Ceccarelli Libertas Martignacco, i colori sociali sono il bianco e il nero e gioca le partite casalinghe nel palazzetto dello sport di via San Biagio a Martignacco.

## Amministrazione
| Nome sindaco            | Partito                | Inizio mandato | Fine mandato   |
| ----------------------- | ---------------------- | -------------- | -------------- |
| Giuseppe Ferruccio Saro |                        | giugno 1975    | giugno 1985    |
| Bernardino Ceccarelli   |                        | ottobre 1987   | gennaio 1988   |
| Iginio Colussi          |                        | gennaio 1988   | giugno 1999    |
| Mauro Delendi           |                        | giugno 1999    | aprile 2007    |
| Marco Zanor             | Lista civica di Destra | aprile 2007    | aprile 2008    |
| Marco Zanor             | Lista civica di Destra | 21 aprile 2008 | 21 aprile 2013 |
| Marco Zanor             | Lista civica di Destra | 22 aprile 2013 | 29 aprile 2018 |
| Gianluca Casali         |                        | 30 aprile 2018 | in carica      |